# اريك ستيفنسون
اريك ستيفنسون (بالإنجليزية: Eric Stevenson)‏ (30 أغسطس 1990 بكولومبوس في الولايات المتحدة - ) هو لاعب كرة قدم أمريكي في مركز الوسط. لعب مع نيويورك ريد بولز ونادي سينسيناتي وSound FC (men) ‏.

## وصلات خارجية
- اريك ستيفنسون على موقع الدوري الأمريكي (الإنجليزية)
- اريك ستيفنسون على موقع إي إس بي إن إف سي (الإنجليزية)
- اريك ستيفنسون على موقع قاعدة بيانات كرة القدم.إي يو (الإنجليزية)
- اريك ستيفنسون على موقع Soccerway.com (الإنجليزية)
- اريك ستيفنسون على موقع عالم كرة القدم.نت (الإنجليزية)